# Mameyal (Dorado)
Mameyal es un Barrio ubicado en el estado libre asociado de Puerto Rico. En el Censo de 2010 tenía una población de 11 habitantes y una densidad poblacional de 1,22 personas por km².

## Geografía
Mameyal se encuentra ubicado en las coordenadas 18°27′54″N 66°14′11″O / 18.46500, -66.23639. Según la Oficina del Censo de los Estados Unidos, Mameyal tiene una superficie total de 8.98 km², de la cual 6.9 km² corresponden a tierra firme y (23.21%) 2.08 km² es agua.

## Demografía
Según el censo de 2010, había 11 personas residiendo en Mameyal. La densidad de población era de 1,22 hab./km². De los 11 habitantes, Mameyal estaba compuesto por el 0% blancos, el 18.18% eran afroamericanos, el 9.09% eran asiáticos, el 63.64% eran de otras razas y el 9.09% pertenecían a dos o más razas. Del total de la población el 81.82% eran hispanos o latinos de cualquier raza.